# Tianshi (köpinghuvudort i Kina, Zhejiang Sheng, lat 28,78, long 120,63)
Tianshi (kinesiska: 田市, 田市镇) är en köpinghuvudort i Kina. Den ligger i provinsen Zhejiang, i den östra delen av landet, omkring 170 kilometer söder om provinshuvudstaden Hangzhou. Antalet invånare är 13 391. Befolkningen består av 6 547 kvinnor och 6 844 män. Barn under 15 år utgör 23,0 %, vuxna 15-64 år 58 %, och äldre över 65 år 18,0 %.
Runt Tianshi är det ganska tätbefolkat, med 166 invånare per kvadratkilometer. Närmaste större samhälle är Xianju, 12,7 km nordost om Tianshi. Trakten runt Tianshi består till största delen av jordbruksmark.
Genomsnittlig årsnederbörd är 2 402 millimeter. Den regnigaste månaden är juni, med i genomsnitt 411 mm nederbörd, och den torraste är januari, med 67 mm nederbörd.